# Abborrtjärnen (Råneå socken, Norrbotten, 736055-176275)
Abborrtjärnen är en sjö i Bodens kommun i Norrbotten och ingår i Råneälvens huvudavrinningsområde. Sjön är 6,2 meter djup, har en yta på 0,0915 kvadratkilometer och är belägen 165 meter över havet.

## Delavrinningsområde
Abborrtjärnen ingår i det delavrinningsområde (736056-176400) som SMHI kallar för Mynnar i Mossavikbäcken. Medelhöjden är 140 meter över havet och ytan är 13,64 kvadratkilometer. Det finns inga avrinningsområden uppströms utan avrinningsområdet är högsta punkten. Storbergsbäcken som avvattnar avrinningsområdet har biflödesordning 4, vilket innebär att vattnet flödar genom totalt 4 vattendrag innan det når havet efter 69 kilometer. Avrinningsområdet består mestadels av skog (83 procent). Avrinningsområdet har 0,2 kvadratkilometer vattenytor vilket ger det en sjöprocent på 1,4 procent.